# 메르세데스-벤츠 GLS
메르세데스-벤츠 GLS (Mercedes-Benz GLS)는 메르세데스-벤츠가 생산하는 SUV이다.

## 1세대 (X166 2016-2019)

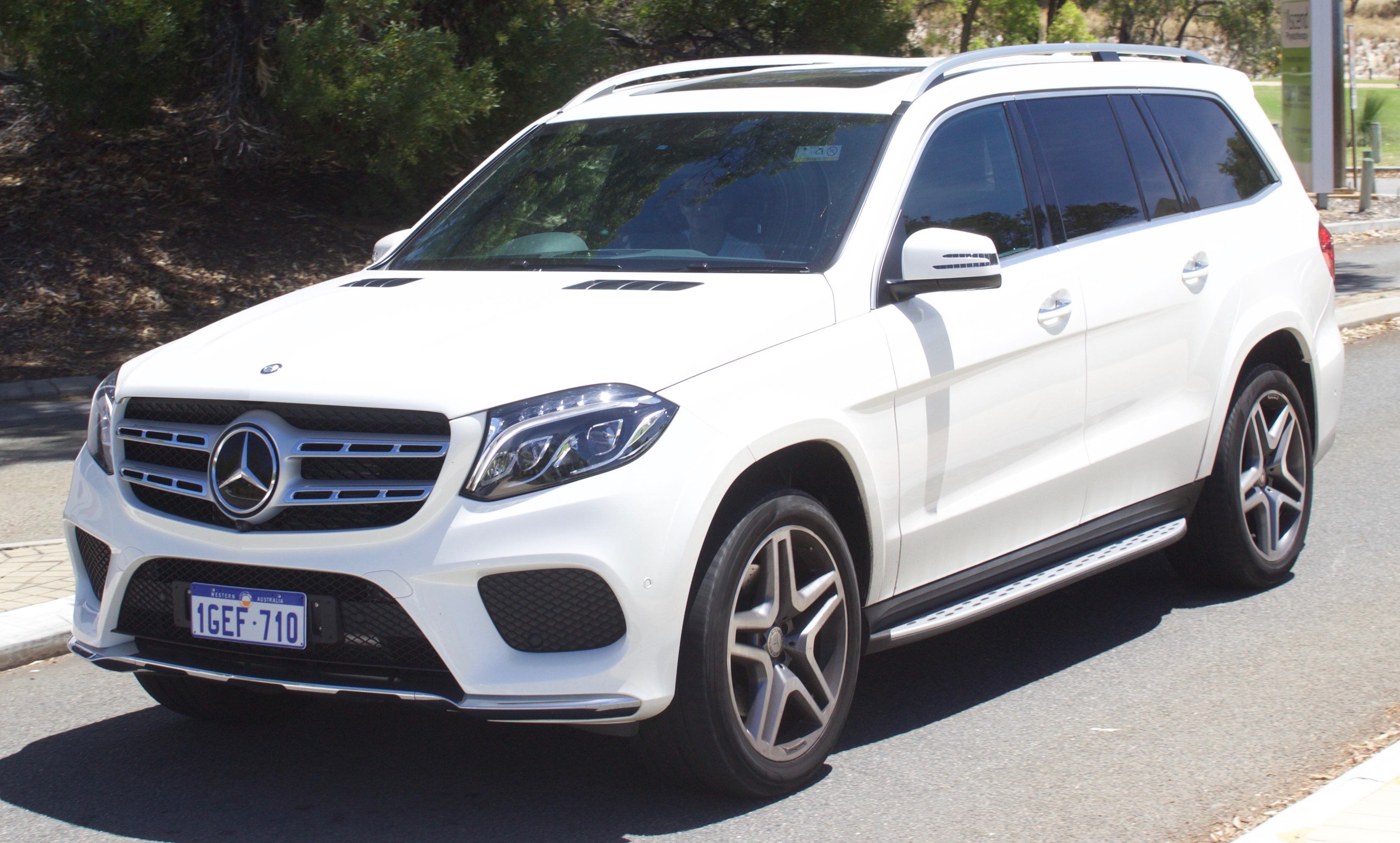

2016년에 부분변경을 거쳐 메르세데스-벤츠 GL 클래스가 벤츠의 새로운 작명법으로 GLS로 변경되었다. 대한민국에서는 2016년 11월에 GLS 350d와 GLS 500이 수입되었다.

## 2세대 (X167; 2020–)

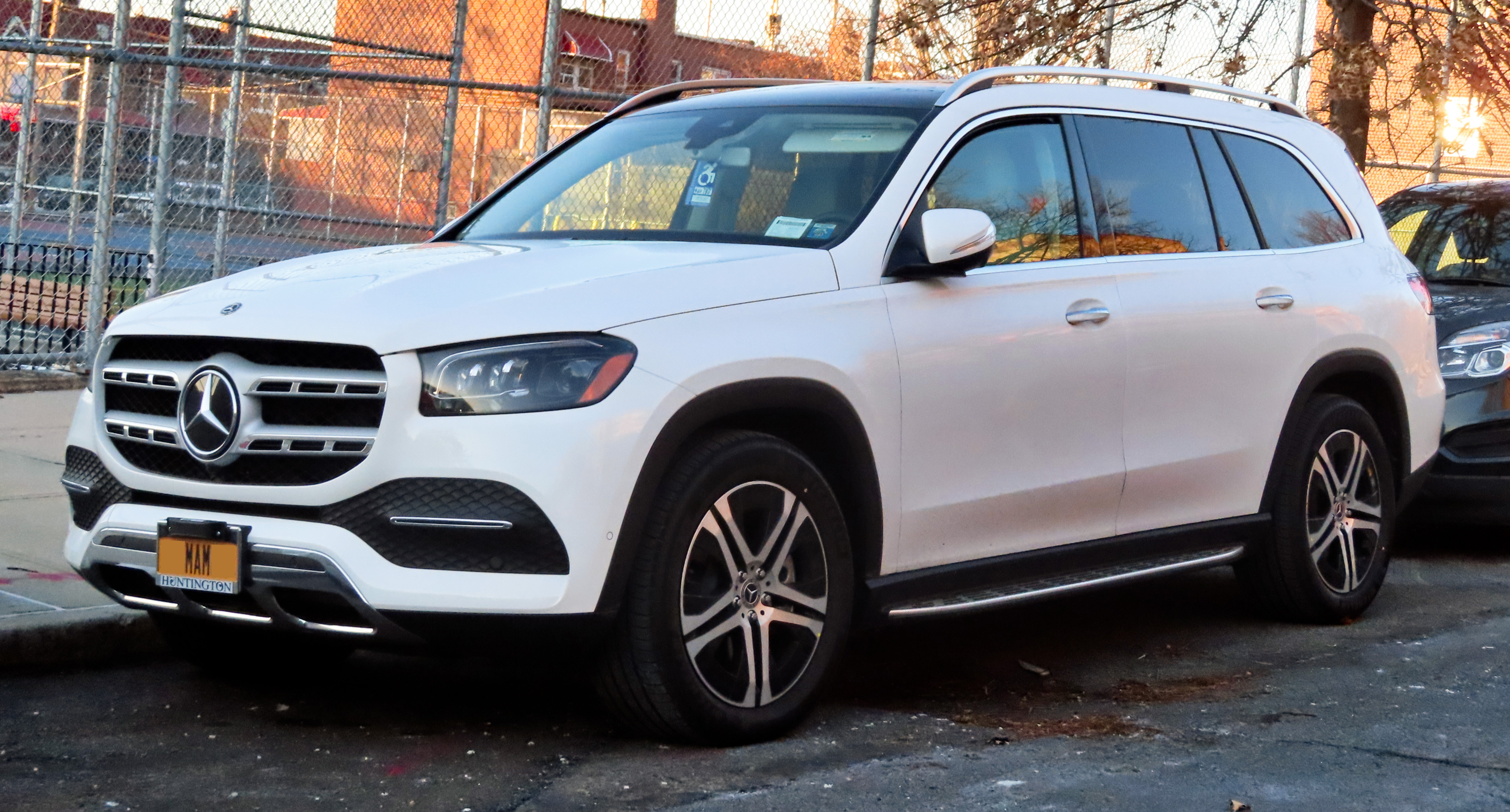
X167 GLS

2019년 4월에 뉴욕국제오토쇼에서 공개되었다. 엔진은 3.0 터보 I6 (GLS 450 4MATIC), 4.0 트윈터보 V8 (GLS 580 4MATIC), EQ 부스트 48V 전기 모터가 장착 된 가솔린, 2개의 2.9 리터 트윈 터보 디젤 I6(GLS 350d 4MATIC과 GLS 400d 4MATIC)휠베이스는 전작보다 더 길어졌고 거의 더 넓어졌다. MBUX 터치스크린, 듀얼 12.3인치 화면과 E-액티브 바디 컨트롤 및 차량 간 통신을 지원하는 최신 GLE과 동일한 아키텍처를 사용한다. 외부는 또한 더 세련된 헤드램프와 테일램프로 변경되었다. 대한민국에서는 2020년 4월에 출시되었으며, GLS 400d와 GLS 580 2가지 트림으로 들여온다.